# Lotyšská akademie věd
Lotyšská akademie věd (lotyšsky: Latvijas Zinātņu akadēmija) je národní učená společnost Lotyšské republiky sídlící v Rize. Založena byla 14. února 1946, jakožto Akademie věd Lotyšské sovětské socialistické republiky (Latvijas PSR Zinātņu akadēmija), ačkoli její kořeny sahají až do roku 1815, kdy byla založena první lotyšská instituce akademického typu - Kurländische Gesellschaft für Literatur und Kunst.
Budova akademie byla postavena v letech 1951 až 1961, povětšinou z peněz odebraných lotyšským kolchozům a venkovanům. Hlavní věž nese typické znaky stalinského neoklasicismu dobře známého například ze Sedmi sester v Moskvě. S výškou 108 metrů to byl první mrakodrap v Lotyšsku a dlouho nejvyšší lotyšská budova. Na jejím vrcholu byla původně pěticípá hvězda, která byla odstraněna poté, co Lotyšsko v roce 1991 znovu získalo nezávislost. Architekty byli Osvalds Tīlmanis, Vaidelotis Apsītis a Kārlis Plūksne. Budova získala mezi místními přezdívky jako Stalinův narozeninový dort nebo Kreml. V 17. patře budovy (ve výšce 65 metrů) je v současnosti vyhlídka pro veřejnost.